# Itabashi-shuku

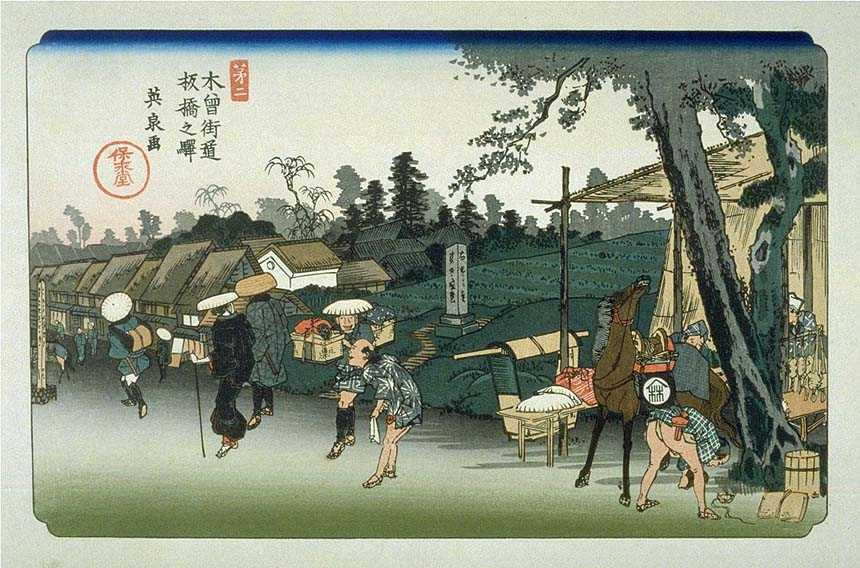
Estampe de Itabashi-shuku, de Keisai Eisen, première des 69 stations du Nakasendō.

Itabashi-shuku (板橋宿, Itabashi-shuku) était la première des 69 stations du Nakasendō. Elle est à présent située à Itabashi, Tokyo.

## Histoire
Durant l'époque d'Edo, Itabashi-shuku était une shukuba développée car c'était une des quatre stations d'Edo. Elle s'étendait sur 2 km du nord au sud. Du nord de Tokyo, il y avait trois sections : Kami-shuku (上宿), Naka-shuku (中宿) et Hirao-shuku (平尾宿). Kami-shuku et Naka-shuku étaient limitées par Itabashi, avec un pont enjambant la rivière Shakujii. Le honjin et les toiya étaient situés à Naka-shuku. Les limites de Hirao-shuku s'étendirent jusqu'au voisinage de Kanmei-ji.

## Stations voisines
Nakasendō
Nihonbashi – Itabashi-shuku – Warabi-shuku